# Палиохоруда (Нигрита)
Палиохоруда, още Палиохора или Нигритската крепост (на гръцки: Παλαιοχωρούδα, Παλιοχώρα, Καστρί Νιγρίτας), е късноантично отбранително съоръжение, разположено край сярското градче Нигрита, Северна Гърция.

## Местоположение
Крепостта е разположена на естествено укрепен нисък хълм, на няколко километра южно от Нигрита, в северното подножие на Богданската планина (Вертискос).

## История
Крепостта не се споменава в историческите източници. Градежът я датира най-късно в IV век. Отсъствието на писмени изпочници показва, че не е използвана в средновизантийския и по-късните периоди. Крепостта е сравнително силна за времето си и е защитавала важен обект. Възможно е това да са рудниците в района, оперирали поне до ранновизантийския период.

## Описание
Размерите на крепостта са 35 х 42 m. Почти цялата западна стена е добре запазена, на максимална височина от 4,2 m. Останалите са запазени слабо. Дебелината на стената не надвишава 1,5 m. Градежът е от сив камък и тухли с мазилка. В стените се срещат мраморни антични архитектурни елементи.